# Pod Prikritie
Undercover (Под прикритие ; Pod Prikritie, littéralement « sous couverture ») est une série télévisée bulgare en soixante épisodes d'environ 55 minutes créée par le producteur exécutif Dimitar Mitovski, et diffusée du 17 avril 2011 au 4 juin 2016 sur la chaine BNT 1.
Sélectionnée au Festival de Télévision de Monte-Carlo en 2012. Les droits de la version anglaise ont été achetés par New film International.
Une des originalités de cette série consiste à adosser son scénario de fiction à des faits réels qui ont eu lieu en Bulgarie et ont été relatés par les médias.
En France, elle a été mise en ligne le 23 novembre 2016 sur Netflix. Elle reste inédite dans les autres pays francophones.

## Synopsis
La série raconte l'infiltration puis l’ascension d'un agent de police : Martin, au sein de la mafia bulgare post-soviétique.
La série se déroule principalement à Sofia.

## Distribution
- Ivaylo Zahariev (en) : Martin Hristov
- Vladimir Penev (bg) : l'inspecteur Emil Popov
- Mihail Bilalov : Petar Tudjarov dit « Jaro »
- Zachary Baharov : Ivo Andonov
- Marian Valev : Rosen Gatzev - Kukata
- Kiril Efremov : Tisho dit « le grand jumeau »
- Alexander Sano : Zdravko Kiselov dit « Kosuma »
- Ventsi Yankov : Niki « le petit jumeaux »
- Irena Miliankova : Sunny
- Milena Nikolova : Adriana
- Ico Muskov

## Épisodes
Les épisodes, sans titre, sont numérotés de un à douze, pour ses cinq saisons.